# Holstorpsmasten

Holstorpsmasten är en mast i Holstorp, ett par kilometer öster om Växjö. Masten är 224 meter hög och dess topp befinner sig 431 meter över havet, vilket gör att den kan ses från många platser runtomkring Växjö. I juni 2007 var Holstorpsmasten det 41:e högsta byggnadsverket i Sverige.

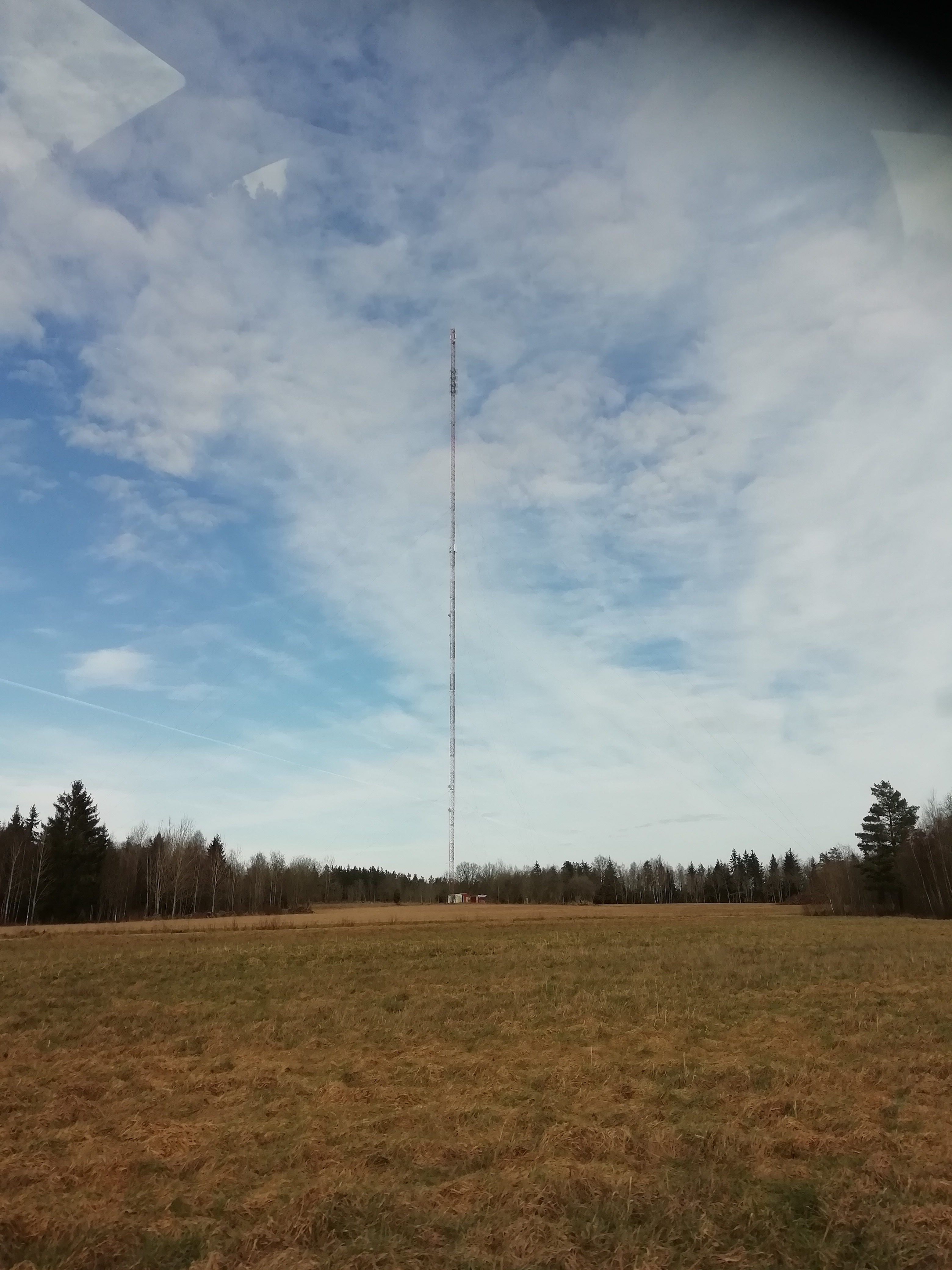
Holstorpsmasten 2021